# Евангелическая церковь Конго
Евангелическая церковь Конго (фр. Église Evangélique du Congo, EEC) — христианская протестантская реформатская религиозная организация в Республике Конго.

## История
В 1909 году Шведская церковь Миссионерского завета начала миссионерскую работу в Бельгийском Конго. Позже к шведским миссионерам присоединились протестантские миссионеры Норвегии и Финляндии. Деноминация стала независимой в 1961 году как «Евангелическая церковь Конго». 

## Доктрина
В церкви практикуется крещение только взрослых. Доктринальное образование пасторов проходит семинариях в Нгуеди и Мансиму. 

## Структура
Органы управления церкви — Синод, Синодальный Совет, Синодальный офис. Председателем Синода является Президент церкви. В церкви функционируют общины, пресвитерии и миссионерские полевые работники.

## Статистика
Церковь является второй по величине христианской конфессией в Демократической Республике Конго после католической церкви. Он насчитывает около 150 000 — 225 000 членов и присутствует по всей стране. Церковь насчитывает 26 пресвитерий, 120 приходов, 980 домашних групп, 287 евангелистов, 155 действующих пасторов.

## Внешние сношения
Церковь — член Всемирного сообщества реформатских церквей.

## Внешние ссылки
facebook.com/eeccongo/ — официальный сайт Евангелическая церковь Конго